# Христианство в Афганистане
Христианство в Афганистане — одна из религий, представленных в стране.
По данным исследовательского центра Pew Research Center в 2010 году в Афганистане проживало 30 тыс. христиан, которые составляли менее 0,1 % населения этой страны. Энциклопедия «Религии мира» Дж. Г. Мелтона оценивает численность христиан в 2010 году в 32,6 тыс. верующих (0,1 % населения). Большинство афганских христиан — постоянно живущие в стране иностранцы.
Крупнейшим направлением христианства в Афганистане является протестантизм. В 2000 году в Афганистане действовало 245 христианских общин.

## История
Христианство в Афганистане имеет древнюю историю, которую сами христиане возводят к апостолу Фоме. Самое раннее упоминание о христианстве на севере Афганистана (в Бактрии) можно найти в «Книге законов и стран» Вардесана (начало III века.). К V веку христианство несторианского толка уже было широко распространено среди бактрийцев. После присоединения территории Афганистана к Персии, кафедра несторианского епископа была учреждена в Герате. Однако несторианская литургия совершалась исключительно на сирийском языке. В VII веке миссионерской деятельностью в Герате занимаются и яковиты. 
Однако в эпоху средних веков Афганистан превратился в преимущественно мусульманскую страну. В XVI веке сюда проникают иезуиты, но их миссия не увенчалась успехом. В Новое время армянским купцам удалось возвести церковь в Кабуле, которая продержалась до XIX века. Позднейшие попытки христианских миссионеров (преимущественно протестантских) обратить местное население в свою веру жёстко пресекались местными исламскими радикалами.
Христианское присутствие было возобновлено в XX веке, с прибытием в страну западных дипломатов и технических специалистов. В 1919 году Италия стала первой страной, признавшей Афганистан. В благодарность за этот дипломатический акт, правительство Афганистана разрешило построить небольшую часовню для рабочих-иностранцев, работавших в то время в Кабуле. Католическая часовня была построена на территории итальянского посольства в 1933 году. 
В 1952 году в Кабуле появилась Международная христианская церковь, бывшая межденоминационной евангелической общиной. В 1959 году американский президент Дуайт Эйзенхауэр, в ходе визита в Афганистан, попросил разрешения у короля Захир-шаха построить в Кабуле протестантский храм для общины. В 1970 году, при финансовой поддержке христиан всего мира, в столице был возведён первый протестантский храм, однако его снесли в 1973 году. 
В силу подпольного положения христиан, достоверных данных об их служении в стране почти нет. Тем не менее, издание «Операция мир» содержит информацию о 2 католических общинах, 2 англиканских, одной общине Свидетелей Иеговы и 240 протестантских общинах в стране в 2000 году. Крупнейшую конфессию в стране представляют пятидесятники (124 общины в 2000 году).

## Преследование христиан
По конституции 2004 года Афганистан был провозглашён исламской республикой. Это означает, что правительственные чиновники, лидеры этнических групп, религиозные деятели и простые граждане обязаны враждебно относиться к сторонникам любой другой религии. Любое выражение любой веры, кроме ислама, просто не допускается. Официально в этом мусульманском государстве нет христиан, кроме международных военных, дипломатов и работников неправительственных организаций. 
Все афганские христиане являются обращёнными из ислама. Они вынуждены тщательно скрываться из-за страха преследования и не могут открыто жить своей верой. Афганские христиане будут трудоустроены до тех пор, пока считается, что они являются мусульманами. Если выясняется, что они даже просто интересуются христианством (например, по Интернету), незамедлительно принимаются меры для их повторного обращения в ислам, пока они и не начнут выполнять свои культовые обязательства в полном объёме. На практике, это может означать пытки. Обращённые в христианство считаются безумными, поэтому некоторые, особенно из числа горожан, могут оказаться в психиатрической больнице. Всё чаще возможным исходом для разоблачённых и пойманных христиан является убийство. Ни радикальные исламские группы, ни большая семья новообращённых не проявляют пощады в этом отношении.
Кроме того, обращение в другую веру из ислама равносильно измене, поскольку это рассматривается как предательство семьи, племени и страны. Семья, клан или племя должны сохранить свою «честь», избавившись от христианина. В большинстве случаев считается, что обращение в христианство приносит позор семье. Если дело не вышло за узкие семейные рамки, родственники делают всё возможное, чтобы вернуть новообращённого в ислам или искупить позор. Множество радикальных исламских группировок борются за честь правильной интерпретации ислама, и любое отклонение — даже если оно только подразумевается — крайне опасно.
Термин «гражданское общество» практически неизвестен в Афганистане, поэтому любые группы, которые выступают за социальное развитие, решение проблем женщин, защиту религиозных и этнических меньшинств или соблюдение прав человека, мало на что могут повлиять в плане политического развития страны. Группы, поддерживающие верховенство закона, участие граждан в политическом процессе или парламентскую подотчётность правительства, мгновенно объявляются агентами Запада.
Ситуация с безопасностью продолжает ухудшаться из-за притока иностранных боевиков, которые присягнули на верность ИГИЛ. Радикальные исламские талибы также усилились, и их боевые подразделения присутствуют уже в значительно бо́льшем количестве регионов, чем это было ранее. По крайней мере, половина афганских провинций либо управляется, либо оспаривается талибами.
В настоящее время в Афганистане регулярно фиксируются случаи преследования христиан. В марте 2006 года в Афганистане состоялся судебный процесс над Абдулом Рахманом, которого приговорили к смертной казни за обращение в католицизм. Это судебное дело вызвало широкий международный резонанс. В 2007 году в стране были захвачены в заложники 23 протестантских миссионера из Южной Кореи, двое из которых впоследствии были казнены. В 2010 году в провинции Бадахшан по обвинению в прозелитизме были расстреляны 10 членов Международной миссии содействия. Первоначально, ответственность за нападение взяло на себя движение Талибан.
По итогам исследования международной благотворительной христианской организации «Open Doors» за 2014 год, Афганистан входит в пятёрку стран, где чаще всего притесняют права христиан.
В мае 2017 года несколько иностранных работников христианской помощи стали мишенями для боевиков и были убиты. Есть сообщения «Open Doors» о том, что за 2018 год было убито несколько новообращённых афганцев, но по соображениям безопасности подробности не могут быть раскрыты и опубликованы.